# Phil Martin (cestista 1980)
Philip Isaiah Martin jr., detto Phil (Hamilton, 9 marzo 1980), è un ex cestista canadese con cittadinanza italiana.

## Carriera
Nato in Canada da madre italiana, cresce cestisticamente negli Stati Uniti nella University of Hawaii. Nel 2006 viene ingaggiato nella Legadue italiana da Castelletto Ticino e l'anno successivo si trasferisce a Novara assieme alla squadra.
Nel 2008 passa in Serie A, trasferendosi all'Orlandina Basket, la quale però viene esclusa dal massimo campionato italiano. A quel punto a lui si interessa la Juvecaserta Basket, neopromossa in Serie A, che se lo assicura facendogli sottoscrivere un contratto biennale. Il 3 dicembre 2008 firma un contratto con la Dinamo Sassari per rimpiazzare Andrea Iannilli.
Nel 2011-12 veste la maglia della Sigma Barcellona, nuovamente in Legadue. La formazione peloritana si qualifica per i play-off, ma il pivot è trovato positivo al controllo antidoping del 5 maggio 2012, nella partita contro la Biancoblù Bologna, ed è quindi sospeso dal suo club.